# Tipula valdiviana
Tipula valdiviana är en tvåvingeart som beskrevs av Philippi 1866. Tipula valdiviana ingår i släktet Tipula och familjen storharkrankar. Inga underarter finns listade i Catalogue of Life.